# Премія НАН України імені Г. В. Курдюмова
Пре́мія і́мені Гео́ргія В'ячесла́вовича Курдю́мова — премія, встановлена НАН України за видатні наукові роботи в галузі фізики металів та фізичного матеріалознавства.
Премію засновано постановою Президії НАН України № 228 від 20 червня 1997 року та названо на честь металофізика, академіка Академік АН УРСР та АН СРСР, першого директора-засновника Інституту металофізики імені Г. В. Курдюмова НАН України, директора-засновника Інституту фізики твердого тіла АН СРСР Георгія В'ячеславовича Курдюмова.
Перше вручення відбулося у 1999 році за результатами конкурсу 1998 року.
Починаючи з 2007 року Премію імені Г. В. Курдюмова присуджує Відділення фізики і астрономії НАН України щотри 3 роки.

## Лауреати премії
| Рік  | Тема | Лауреати                             | Коротко про лауреата |
| ---- | --- | ------------------------------------ | --- |
| 1998 | Цикл робіт «Про природу мартенситних перетворень та електронну структуру металів»                              | Антонов Віктор Миколайович           | професор, доктор фізико-математичних наук, завідувач відділу обчислювальної фізики № 24 Інституту металофізики ім. Г. В. Курдюмова Національної академії наук України                                               |
| 1998 | Цикл робіт «Про природу мартенситних перетворень та електронну структуру металів»                              | Коваль Юрій Миколайович              | професор, доктор технічних наук, завідувач відділу фазових перетворень № 57 Інституту металофізики ім. Г. В. Курдюмова Національної академії наук України                                                           |
| 1998 | Цикл робіт «Про природу мартенситних перетворень та електронну структуру металів»                              | Немошкаленко Володимир Володимирович | академік Національної академії наук України, директор Інституту металофізики ім. Г. В. Курдюмова Національної академії наук України                                                                                 |
| 2000 | Цикл праць «Мартенситні перетворення шаруватих структур при високих тисках та керований синтез надтвердих фаз» | Бритун Віктор Федорович              | кандидат фізико-математичних наук, старший науковий співробітник Інституту проблем матеріалознавства ім. І. М. Францевича НАН України                                                                               |
| 2000 | Цикл праць «Мартенситні перетворення шаруватих структур при високих тисках та керований синтез надтвердих фаз» | Курдюмов Олександр В'ячеславович     | член-кореспондент НАН України, завідувач відділу Інституту проблем матеріалознавства ім. І. М. Францевича НАН України                                                                                               |
| 2002 | Серія робіт «Фізичні основи високоазотистих сталей»                                                            | Ганс Бернс                           | професор кафедри технології матеріалів Рурського університету, м. Бохум, Німеччина |
| 2002 | Серія робіт «Фізичні основи високоазотистих сталей»                                                            | Варюхін Віктор Миколайович           | професор, доктор фізико-математичних наук, директор Донецького фізико-технічного інституту ім. О. О. Галкіна НАН України                                                                                            |
| 2002 | Серія робіт «Фізичні основи високоазотистих сталей»                                                            | Гаврилюк Валентин Геннадійович       | професор, доктор фізико-математичних наук, завідувач відділу основ легування сталей і сплавів № 44 Інституту металофізики ім. Г. В. Курдюмова Національної академії наук України                                    |
| 2004 | Монографія «Неорганические сцинтилляторы: новые и традиционные материалы»                                      | Глобус Маргарита Єфремівна           | доктор фізико-математичних наук |
| 2004 | Монографія «Неорганические сцинтилляторы: новые и традиционные материалы»                                      | Гриньов Борис Вікторович             | член-кореспондент НАН України, директор Інституту сцинтиляційних матеріалів НАН України |
| 2006 | Цикл робіт «Термокінетика фазових перетворень та їх вплив на структуру твердих та рідких металевих сплавів»    | Ільїнський Олександр Георгійович     | професор, доктор фізико-математичних наук, завідувач відділу Інституту металофізики ім. Г. В. Курдюмова Національної академії наук України                                                                          |
| 2006 | Цикл робіт «Термокінетика фазових перетворень та їх вплив на структуру твердих та рідких металевих сплавів»    | Лободюк Валентин Андрійович          | професор, доктор технічних наук, науковий співробітник відділу фазових перетворень № 57 відділу основ легування сталей і сплавів № 44 Інституту металофізики ім. Г. В. Курдюмова Національної академії наук України |
| 2006 | Цикл робіт «Термокінетика фазових перетворень та їх вплив на структуру твердих та рідких металевих сплавів»    | Маслов В'ячеслав Васильович          | кандидат фізико-математичних наук, старший науковий співробітник відділу квантової електроніки та нелінійної оптики Інституту радіофізики та електроніки ім .О. Я. Усикова Національної академії наук України       |
| 2009 | Цикл робіт «Індуковані магнітним полем ефекти в феромагнітних мартенситних сплавах»                            | Главацька Надія Іванівна             | доктор фізико-математичних наук, провідний науковий співробітник Інституту металофізики ім. Г. В. Курдюмова НАН України                                                                                             |
| 2009 | Цикл робіт «Індуковані магнітним полем ефекти в феромагнітних мартенситних сплавах»                            | Кокорін Володимир Володимирович      | доктор фізико-математичних наук, завідувач відділу Інституту магнетизму НАН України та МОН України |
| 2009 | Цикл робіт «Індуковані магнітним полем ефекти в феромагнітних мартенситних сплавах»                            | Львов Віктор Анатолійович            | доктор фізико-математичних наук, професор Київського національного університету імені Тараса Шевченка |
| 2012 | Цикл робіт «Фазові і структурні перетворення як основа оптимізації фізичних властивостей сталей і сплавів»     | Котречко Сергій Олексійович          | доктор фізико-математичних наук, завідувач відділу Інституту металофізики ім. Г. В. Курдюмова НАН України |
| 2012 | Цикл робіт «Фазові і структурні перетворення як основа оптимізації фізичних властивостей сталей і сплавів»     | Мєшков Юрій Якович                   | член-кореспондент НАН України, головний науковий співробітник Інституту металофізики ім. Г. В. Курдюмова НАН України                                                                                                |
| 2012 | Цикл робіт «Фазові і структурні перетворення як основа оптимізації фізичних властивостей сталей і сплавів»     | Надутов Володимир Михайлович         | доктор фізико-математичних наук, заступник директора Інституту металофізики ім. Г. В. Курдюмова НАН України |
| 2018 | за розробку методів керування властивостями новітніх інженерних матеріалів при мартенситних перетвореннях      | Данільченко Віталій Юхимович         | доктор фізико-математичних наук, головний науковий співробітник Інституту металофізики ім. Г. В. Курдюмова НАН України                                                                                              |
| 2018 | за розробку методів керування властивостями новітніх інженерних матеріалів при мартенситних перетвореннях      | Перелома Олена Віталіївна            | кандидат фізико-математичних наук, директор Центру електронної мікроскопії Університету Вуллонгонг (Австралія) |
| 2018 | за розробку методів керування властивостями новітніх інженерних матеріалів при мартенситних перетвореннях      | Фірстов Георгій Сергійович           | доктор фізико-математичних наук, заступник директора з наукової роботи Інституту металофізики ім. Г. В. Курдюмова НАН України                                                                                       |